# Сенявин, Николай Иванович
Никола́й Ива́нович Сеня́вин (1725—1795) — русский военно-морской деятель из рода Сенявиных, участник Семилетней войны, в ходе которой командовал фрегатом и отрядом ластовых судов, начальник галерного флота и Рижского порта, главный командир Кронштадтского порта, вице-адмирал.

## Биография
Происходил из русского дворянского рода Сенявиных. Родился в 1725 году в семье шаутбенахта Ивана Акимовича Сенявина и его жены Анны Дмитриевны.
В 1735 году поступил в Академию морской гвардии в Санкт-Петербурге. В 1738 году произведён в гардемарины. 30 марта 1743 года по окончании академии произведён в мичманы. В 1751 году получил чин лейтенанта.
В 1756 году, во время Семилетней войны, командовал фрегатом «Архангел Михаил» и возглавлял отряд ластовых судов, перевозивших сухопутные войска из Кронштадта в Либаву, Мемель, Данциг. В 1757 году был послан с 50 галиотами, нагружёнными провизией к Либаве и Мемелю, где был оставлен командовать 10 галиотами. 29 декабря 1757 года за проводку судов до Мемеля был пожалован в капитаны 3 ранга. 3 августа 1758 года произведён в капитаны 2 ранга.
В 1760 году на фрегате «Архангел Михаил» сопровождал 20 галиотов из Кронштадта в Данциг. В сильный шторм и туман корабль сел на мель на Голландском рифе и был разбит. Сенявин продолжил плавание на одном из бывших под его командою транспортов, который у Виндавы был выброшен на берег. Пересев на галиот «Рак» Сенявин с остатками отряда прибыл в Данциг. в 1761 году за потерю фрегата и галиота Сенявин был отдан под суд, приговорён к штрафу, но в марте 1764 года, по Высочайшей конфирмации от 1763 года, был прощён, освобождён от штрафа и произведён в капитаны 1 ранга.
17 апреля 1767 года был произведён в бригадиры с назначением в Ригу на должность капитана над портом. В августе 1768 года назначен начальником галерного флота и порта.
1 марта 1770 года произведён в контр-адмиралы и командирован в Архангельск для привода оттуда в Кронштадт четырёх новопостроенных кораблей. Выйдя в июне 1772 года из Архангельска, эскадра Николая Ивановича попала в Северном море в сильные штормы, благодаря хорошей морской выучке, ни один корабль не пострадал, но эскадру раскидало по морю, и в Копенгаген они пришли поодиночке, а в сентябре вся эскадра благополучно прибыла в Ревель.
С 1773 года исполнял должность главного командира Кронштадтского порта. 10 июня 1775 года был уволен со службы в отставку с чином вице-адмирала и с пенсией.
Николай Иванович был холст и умер в 1795 году бездетным.

## Семья
- Отец — Иван Акимович Сенявин (ок.1679—1726, Астрахань) — сподвижник Петра I; судостроитель, строил суда на Сясьской и Олонецкой верфях; участник Северной войны, в ходе которой командовал лоц-галиотом, бригантиной, отрядом бригантин, шнявой, линейными кораблями; директор Санкт-Петербургской адмиралтейской конторы, главный командир Астраханского порта, шаутбенахт.
- Мать — Анна Дмитриевна (урождённая Потёмкина) (1702 — после 1742), дочь статского советника Дмитрия Фёдоровича Потёмкина.
- Брат — Иван (около 1707—1762) — 4 мая 1727 года «За многолетнюю службу отца и что служил на Каспийском море у смотра новозавоёванных крепостей и описания морских берегов в кампанию 1726 года», произведён в унтер-лейтенанты до вакансии, «без баллотирования, другим не в образец». Дослужился до чина капитан-командора[5].
- Сестра — Анна, была женой обер-гофмейстера Матвея Дмитриевича Олсуфьева, с 1724 года статс-дама.